# Carrizo, Arizona
Carrizo je naseljeno područje za statističke svrhe u američkoj saveznoj državi Arizona. Prema popisu stanovništva iz 2010. u njemu je živjelo 127 stanovnika.